# 岩菊属
岩菊属（学名：Krylovia）是菊科下的一个属，为多年生草本植物。该属共有4种，分布于亚洲。